# Idiosoma jarrah
Idiosoma jarrah es una especie de araña migalomorfa del género Idiosoma, familia Idiopidae. Fue descrita científicamente por Rix & Harvey en 2018.
Esta especie habita en Australia Occidental. El holotipo masculino mide 18,7 mm y el paratipo femenino 31,2 mm.